# Changchun Yatai Football Club
Maillots
Actualités
Le Changchun Yatai Football Club (en chinois : 长春亚泰足球俱乐部), plus couramment abrégé en Changchun Yatai, est un club chinois de football fondé en 1996, et basé dans la ville de Changchun, dans la province du Jilin.

## Histoire

### Historique du club
- 1996 : fondation du club sous le nom de Changchun Yatai
- 2000 : fusion avec le PLA Chaoneng en Changchun Yatai Xiongshi
- 2001 : le club est renommé Changchun Yatai
- 2003 : le club est renommé Changchun Jinlai Yatai
- 2004 : le club est renommé Changchun Yatai

## Bilan sportif

### Palmarès
| Compétitions nationales | Compétitions internationales                                                                                |
| - Championnat de Chine (1) : - Champion : 2007. - Vice-champion : 2009. - Championnat de Chine de deuxième division (1) : - Champion : 2003. - Vice-champion : 2001 et 2005. | - Ligue des champions de l'AFC : - 2 participations. - 1re participation : 2008. - 2e participation : 2010. |

### Bilan saison par saison
| Saison | D1  | Points | Journée | Vic. | Nuls | Déf. | B.P. | B.C. | Diff. |
| ------ | --- | ------ | ------- | ---- | ---- | ---- | ---- | ---- | ----- |
| 2017   | 7e  | 44 pts | 30      | 12   | 8    | 10   | 46   | 41   | +5    |
| 2016   | 12e | 35 pts | 30      | 10   | 5    | 15   | 30   | 44   | -14   |
| 2015   | 10e | 35 pts | 30      | 8    | 11   | 11   | 39   | 47   | -8    |
| 2014   | 12e | 32 pts | 30      | 8    | 8    | 14   | 33   | 40   | -7    |
| 2013   | 14e | 32 pts | 30      | 8    | 8    | 14   | 29   | 41   | -12   |
| 2012   | 6e  | 44 pts | 30      | 12   | 8    | 10   | 37   | 40   | -3    |
| 2011   | 7e  | 45 pts | 30      | 11   | 12   | 7    | 33   | 31   | +2    |
| 2010   | 9e  | 38 pts | 30      | 10   | 8    | 12   | 40   | 41   | -1    |
| 2009   | 2e  | 50 pts | 30      | 14   | 8    | 8    | 38   | 31   | +7    |
| 2008   | 6e  | 45 pts | 30      | 12   | 9    | 9    | 53   | 45   | +8    |
| 2007   | 1e  | 55 pts | 28      | 16   | 7    | 5    | 48   | 25   | +23   |
| 2006   | 4e  | 46 pts | 28      | 13   | 7    | 8    | 41   | 26   | +15   |

### Classements en championnat
La frise ci-dessous résume les classements successifs du club en championnat depuis la saison 1997.

## Personnalités du club

### Présidents
- Liu Yuming

### Entraîneurs
Le tableau suivant présente la liste des entraîneurs du club depuis 1997.
| Rang | Nom                 | Période               |
| ---- | ------------------- | --------------------- |
| 1    | Tang Pengju         | 1997-1998             |
| 2    | Yin Tiesheng        | 1999-2004             |
| 3    | Qu'Gang (intérim)   | 2004-avr. 2004        |
| 4    | Li Hui              | avr. 2004-juil. 2004  |
| 5    | Chen Jingang        | juil. 2004-2006       |
| 6    | Arie Schans         | janv. 2006-déc. 2007  |
| 7    | Gao Hongbo          | janv. 2007-juil. 2008 |
| 8    | Li Shubin (intérim) | juil. 2008-juil. 2008 |
| 9    | Ernst Middendorp    | juil. 2008-déc. 2008  |

| Rang | Nom                    | Période              |
| ---- | ---------------------- | -------------------- |
| 9    | Ernst Middendorp       | juil. 2008-déc. 2008 |
| 10   | Li Shubin (intérim)    | déc. 2008            |
| 11   | Li Shubin              | janv. 2009-déc. 2009 |
| 12   | Shen Xiangfu           | 2010-2011            |
| 13   | Svetozar Šapurić       | nov. 2011-déc. 2012  |
| 14   | Li Shubin              | déc. 2012-mai 2013   |
| 15   | Svetozar Šapurić       | mai 2013-avr. 2014   |
| 16   | Gao Jinggang (intérim) | avr. 2014            |
| 17   | Dragan Okuka           | avr. 2014-nov. 2014  |

| Rang | Nom                | Période                 |
| ---- | ------------------ | ----------------------- |
| 18   | Gao Jinggang       | déc. 2014-juin 2015     |
| 19   | Marijo Tot         | juin 2015-déc. 2015     |
| 20   | Slaviša Stojanovič | janv. 2016-mai 2016     |
| 21   | Lee Jang-soo       | mai 2016-mai 2017       |
| 22   | Chen Jingang       | mai 2017-juin 2019      |
| 23   | Svetozar Šapurić   | juin 2019-décembre 2019 |
| 24   | Samvel Babayan     | déc. 2019-octobre 2020  |
| 25   | Chen Yang          | oct. 2020-              |

### Joueurs emblématiques
- Anzur Ismailov
- Vladimir Shishelov
- Branimir Subašić
- Fatos Bećiraj
- Moussa Maazou
- Tijjani Babangida
- Sabin Ilie
- Corneliu Papură
- Aboubakar Oumarou
- Marquinhos
- Edixon Perea
- Samuel Caballero
- Julien Gorius
- Odion Ighalo

## Identité du club

### Changements de nom du club
- 1996-2000 : Changchun Yatai
- 2000-2001 : Changchun Yatai Xiongshi
- 2001-2003 : Changchun Yatai
- 2003-2004 : Changchun Jinlai Yatai
- depuis 2004 : Changchun Yatai

### Logos du club

Ancien logo
Logo actuel